# Parafia Matki Bożej Królowej Polski w Radziszewie
Parafia pw. Matki Bożej Królowej Polski w Radziszewie – parafia rzymskokatolicka, należąca do dekanatu Szczecin-Słoneczne, archidiecezji szczecińsko-kamieńskiej, metropolii szczecińsko-kamieńskiej. W parafii posługują księża diecezjalni. Według stanu na październik 2018 proboszczem parafii był ks. Mariusz Kozicki.

## Miejsca święte

### Kościół parafialny
Kościół Matki Bożej Królowej Polski w Radziszewie

### Kościoły filialne i kaplice
- Kościół św. Huberta w Chlebowie[1]
- Kościół św. Faustyny Kowalskiej w Starych Brynkach[1]